# Bazèga
O Bazèga é uma província de Burkina Faso localizada na região de Centro-Sul. Sua capital é a cidade de Kombissiri.

## Departamentos

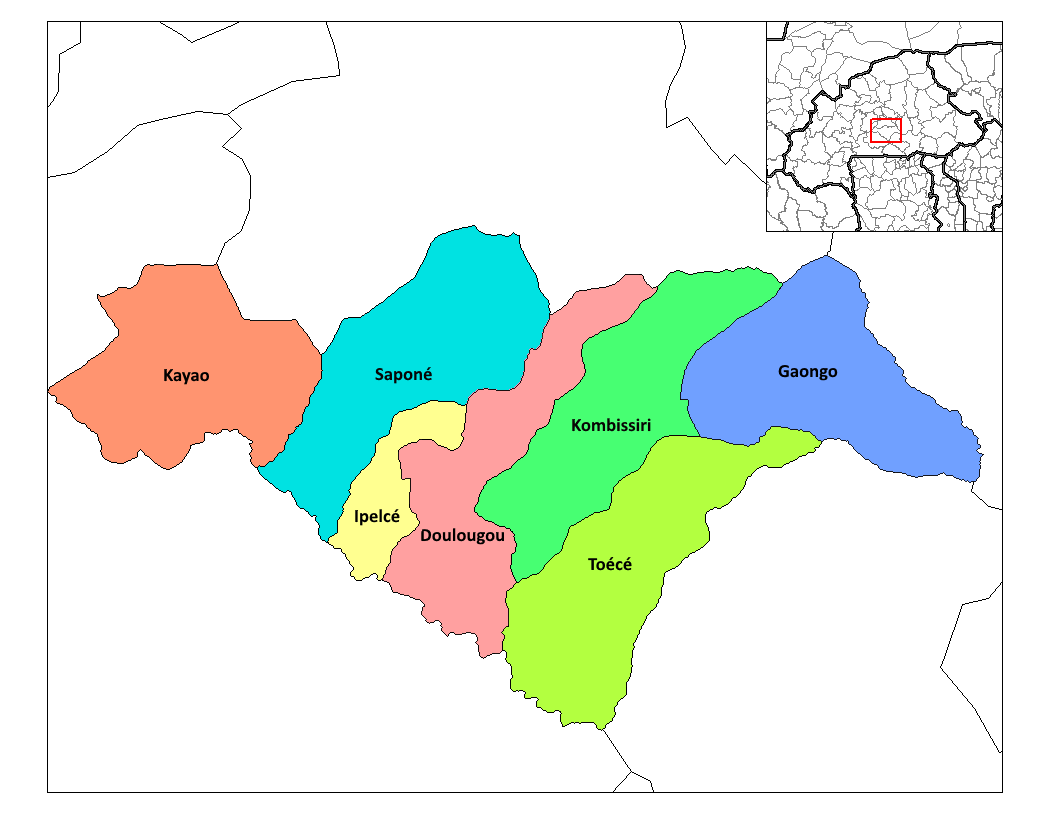
Localização dos diversos departamentos da província do Bazèga, Burkina Faso

A província do Bazèga está dividida em sete departamentos:
- Doulougou
- Gaongo
- Ipelcé
- Kayao
- Kombissiri
- Saponé
- Toécé